# Ácido ftálico
O ácido ftálico,igualmente chamado de ácido orto-ftálico, ácido o-ftálico ou ácido 1,2-benzoldicarboxílico (nome sistemático IUPAC: benzene - 1,2-dicarboxylic acid) é um ácido dicarboxílico aromático, de fórmula C6H4(COOH)2. É um isômero do ácido isoftálico (ou ácido 1,3-benzoldicarboxílico) e do ácido tereftálico (ácido 1,4-benzoldicarboxílico).

## Usos
O ácido ftálico é usado normalmente na forma de anidrido (anidrido ftálico) para produzir outras substâncias tais como corantes, perfumes, sacarina, ftalatos diversos e muitos outros.

## História
O ácido ftálico foi obtido primeiramente pelo químico francês Auguste Laurent em 1836 por oxidação do tetracloronaftaleno , e, acreditando que a substância resultante fosse um derivado do naftaleno, o chamou de "ácido naftalênico". O químico suiço Jean Charles Galissard de Marignac determinou sua fórmula e apresentou que a suposição de Laurent estaria incorreta, após o que Laurent deu-lhe seu presente nome. Ele pode ser produzido a partir do tetracloronaftaleno por oxidação (preparado do naftaleno, potássio, clorato e ácido clorídrico) com ácido nítrico, ou, mais rentavelmente, por oxidação do hidrocarboneto com ácido sulfúrico fumegante, usando mercúrio metálico ou sulfato de mercúrio (II) como catalisador.

## Propriedades
Forma cristais brancos, que se fundem a 210 °C com decomposição em água e anidrido ftálico. Aquecidos com um excesso de cal produzem benzeno. O ácido (e seu anidrido) são largamente usados na indústria de tingimento (ver os artigos sobre os corantes fenolftaleína, fluoresceína, eosina ou eritrosina).

## Segurança
Assim como o anidrido ftálico é moderadamente irritante aos olhos, pele e trato respiratório. A exposição prolongada pode causar sensibilização da pele e do pulmão, também causa danos ao fígado e rins.
É incompatível com diversos ácidos, bases e oxidantes fortes, principalmente óxido de cobre, nitrato de sódio ou ácido nítrico, com os quais pode formar misturas explosivas.

## Isômeros
Ácido ftálico é um dos três isômeros do ácido benzenodicarboxílico, os outros sendo ácido isoftálico e ácido tereftálico. Algumas vezes o termo "ácido ftálico" é usado referindo-se a esta família de isômeros, mas no singular, "ácido ftálico", refere-se exclusivamente ao isômero orto.
|                      |                      |                      |
| ácido ftálico        | ácido isoftálico     | ácido tereftálico    |
| (ácido orto-ftálico) | (ácido meta-ftálico) | (ácido para-ftálico) |